# Acanthurus thompsoni
Acanthurus thompsoni är en fiskart som först beskrevs av Fowler 1923.  Acanthurus thompsoni ingår i släktet Acanthurus och familjen Acanthuridae. IUCN kategoriserar arten globalt som livskraftig. Inga underarter finns listade i Catalogue of Life.

## Bildgalleri

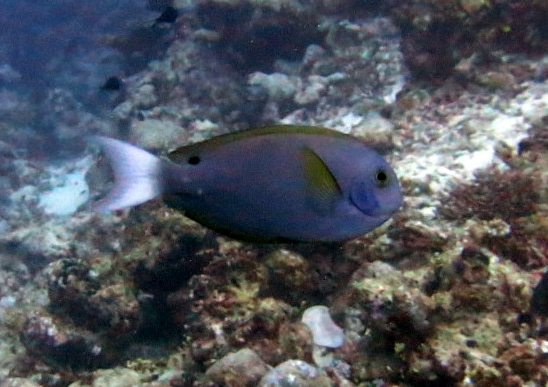